# HMS Ultimatum (P34)
| «Ультиматум»                                                               | «Ультиматум» | «Ультиматум» |
| -------------------------------------------------------------------------- | --- | --- |
| HMS Ultimatum (P34)                                                        | | |
|                                                                            | | |
| Британський ПЧ «Ультиматум» виходить з бази в Холі-Лох. 20 серпня 1943     | | |
| Верф                                                                       | Vickers-Armstrongs, Барроу-ін-Фернесс | Vickers-Armstrongs, Барроу-ін-Фернесс |
| Під прапором                                                               | Велика Британія | Велика Британія |
| Належність                                                                 | Королівський ВМФ Великої Британії | Королівський ВМФ Великої Британії |
| Порт приписки                                                              | Холі-Лох, Валлетта, Ла-Маддалена | Холі-Лох, Валлетта, Ла-Маддалена |
| Замовлення                                                                 | 11 березня 1940 | 11 березня 1940 |
| Закладений                                                                 | 19 червня 1940 | 19 червня 1940 |
| Спуск на воду                                                              | 11 лютого 1941 | 11 лютого 1941 |
| Введений до складу флоту                                                   | 29 липня 1941 | 29 липня 1941 |
| Виведений зі складу флоту                                                  | 23 грудня 1949 | 23 грудня 1949 |
| На службі                                                                  | 1941—1949 | 1941—1949 |
| Сучасний статус                                                            | 23 грудня 1949 року проданий на брухт; у лютому 1950 року розібраний                                                                                       | 23 грудня 1949 року проданий на брухт; у лютому 1950 року розібраний                                                                                       |
| Бойовий досвід                                                             | Друга світова війна Битва на Середземному морі * Операція «Вігорос» * Друга битва у затоці Сидра * Кампанія U-Boot на Середземному морі Битва за Атлантику | Друга світова війна Битва на Середземному морі * Операція «Вігорос» * Друга битва у затоці Сидра * Кампанія U-Boot на Середземному морі Битва за Атлантику |
| Нагороди                                                                   | 2 бойових відзнаки | 2 бойових відзнаки |
| Проєкт                                                                     | | |
| Тип ПЧ                                                                     | малий торпедний ДПЧ | малий торпедний ДПЧ |
| Основні характеристики                                                     | | |
| Швидкість (надводна)                                                       | 11,25 вузлів (20,8 км/год) | 11,25 вузлів (20,8 км/год) |
| Швидкість (підводна)                                                       | 10 вузлів (18,6 км/год) (підводна) | 10 вузлів (18,6 км/год) (підводна) |
| Робоча глибина занурення                                                   | 61 м | 61 м |
| Гранична глибина занурення                                                 | 70 м | 70 м |
| Дальність плавання                                                         | 4 500 миль (8 300 км) на швидкості 11 вузлів (надводна) 70 миль (130 км) на швидкості 4 вузли (підводна)                                                   | 4 500 миль (8 300 км) на швидкості 11 вузлів (надводна) 70 миль (130 км) на швидкості 4 вузли (підводна)                                                   |
| Екіпаж                                                                     | 31 офіцер та матрос | 31 офіцер та матрос |
| Розміри                                                                    | | |
| Довжина найбільша (по КВЛ)                                                 | 58,22 м | 58,22 м |
| Ширина корпусу найб.                                                       | 4,9 м | 4,9 м |
| Середня осадка (по КВЛ)                                                    | 4,62 м | 4,62 м |
| Водотоннажність надводна                                                   | 540—630 т | 540—630 т |
| Силова установка                                                           | | |
| дизель-електрична; 2 × дизельних двигуни Paxman Ricardo 2 × електродвигуни | | |
| Гвинти                                                                     | 2 | 2 |
| Потужність                                                                 | 2 500 к.с. (дизель) 1 450 к.с. (електродвигун) | 2 500 к.с. (дизель) 1 450 к.с. (електродвигун) |
| Озброєння                                                                  | | |
| Артилерія                                                                  | 1 × 76-мм гармата QF 3-inch 20 cwt | 1 × 76-мм гармата QF 3-inch 20 cwt |
| Торпедно- мінне озброєння                                                  | 6 × 533-мм торпедних апаратів 8-10 торпед | 6 × 533-мм торпедних апаратів 8-10 торпед |

«Ультиматум» (англ. HMS Ultimatum (P34) — британський дизель-електричний малий підводний човен типу «U», третя серія, що перебував у складі Королівського військово-морського флоту Великої Британії у роки Другої світової війни.

## Історія створення
«Ультиматум» був закладений 19 червня 1940 року на верфі компанії Vickers-Armstrongs у Барроу-ін-Фернесс. 11 лютого 1941 року він був спущений на воду, а 29 липня 1941 року увійшов до складу Королівського ВМФ Великої Британії.

## Історія служби
«Ультиматум» переважну частину своєї військової кар'єри провів у Середземному морі, де він потопив італійське пасажирське судно Dalmatia L., німецьке вітрильне судно та італійський підводний човен «Амміральйо Міло». З січня 1943 року човном командував лейтенант Гідлі Кетт. 30 жовтня 1943 року «Ультиматум» атакував німецький підводний човен на південний схід від Тулона. Ця атака була спрямована проти U-73, але він не зазнав шкоди. Але, за наслідками цієї атаки «Ультиматуму» приписували потоплення U-431. Однак, як з'ясувалося пізніше, U-431 був потоплений з усім екіпажем 21 жовтня 1943 року в Середземному морі біля Алжиру глибинними бомбами британського літака «Веллінгтон».
«Ультиматум» також безуспішно атакував італійські торгові кораблі Ravello, Luciano Manara і Unione, італійський підводний човен «Заффіро» і німецьке допоміжне патрульне судно Uj 6073 / Nimeth Allah. 2 травня 1944 року «Ультиматум» обстріляв гавань Каламати, Греція, потопивши два вітрильні судна, знищивши п'ять на сліпах і пошкодивши ще одне. Він також атакував групу невеликих німецьких суден, успішно вразивши та потопивши німецьку баржу F 811.
«Ультиматум» пережив війну і був проданий на злам 23 грудня 1949 року, а в лютому 1950 року був розібраний у порту Глазго.